# Marcus Ingvartsen
Marcus Ingvartsen (Farum, 4 de enero de 1996) es un futbolista danés que juega de delantero en el San Diego F. C. de la Major League Soccer.

## Trayectoria
Comenzó su carrera profesional en el F. C. Nordsjælland. En la temporada 2016-17, fue el máximo anotador de la Superliga de Dinamarca con 23 goles, tres goles más que quien ocupó el segundo lugar, Teemu Pukki.
Fichó por el K. R. C. Genk de Bélgica en el verano de 2017, pero una lesión en su primera temporada en el club frenó su progresión. Logró afianzarse en la Copa de Bélgica de ese año, llegando a la final que su equipo perdió por la mínima ante el Standard Lieja.
Sufrió otra lesión al comienzo de la temporada 2018-19. Regresó para jugar en el tramo final de la temporada, año que el Genk ganaría el título de la Primera División.
En junio de 2019 fichó por el F. C. Union Berlin, recién ascendido a la 1. Bundesliga. A finales de agosto de 2021 este lo cedió al 1. FSV Maguncia 05, siendo posteriormente adquirido en propiedad y firmando un contrato hasta 2025. Se marchó dos años antes para regresar al F. C. Nordsjælland. Esta segunda etapa duro una temporada y media, ya que en marzo de 2024 se anunció su fichaje por San Diego F. C. para su estreno en la Major League Soccer en 2025.

## Selección nacional
Fue internacional en categorías inferiores con la selección de Dinamarca entre 2011 y 2019. Es el máximo goleador de la selección sub-21 de Dinamarca con 17 goles, superando a Peter Møller, dueño del récord anterior.
El 28 de marzo de 2021 debutó con la absoluta en un partido de clasificación para el Mundial de 2022 ante Moldavia en el que anotó el definitivo 8-0.

## Estadísticas
Actualizado al último partido disputado el 15 de junio de 2025.
| Club | Div.          | Temporada     | Liga  | Liga  | Copas nacionales(1) | Copas nacionales(1) | Copas internacionales(2) | Copas internacionales(2) | Total | Total |
| Club | Div.          | Temporada     | Part. | Goles | Part.               | Goles               | Part.                    | Goles                    | Part. | Goles |
| --- | ------------- | ------------- | ----- | ----- | ------------------- | ------------------- | ------------------------ | ------------------------ | ----- | ----- |
| F. C. Nordsjælland Dinamarca | 1.ª           | 2013-14       | 2     | 0     | 0                   | 0                   | ―                        | ―                        | 2     | 0     |
| F. C. Nordsjælland Dinamarca | 1.ª           | 2014-15       | 14    | 2     | 0                   | 0                   | ―                        | ―                        | 14    | 2     |
| F. C. Nordsjælland Dinamarca | 1.ª           | 2015-16       | 23    | 5     | 1                   | 0                   | ―                        | ―                        | 24    | 5     |
| F. C. Nordsjælland Dinamarca | 1.ª           | 2016-17       | 35    | 23    | 1                   | 0                   | ―                        | ―                        | 36    | 23    |
| K. R. C. Genk · Bélgica | 1.ª           | 2017-18       | 22    | 5     | 5                   | 2                   | ―                        | ―                        | 27    | 7     |
| K. R. C. Genk · Bélgica | 1.ª           | 2018-19       | 8     | 0     | 1                   | 1                   | 2                        | 0                        | 11    | 1     |
| K. R. C. Genk · Bélgica | Total club    | Total club    | 30    | 5     | 6                   | 3                   | 2                        | 0                        | 38    | 8     |
| F. C. Union Berlin · Alemania | 1.ª           | 2019-20       | 28    | 5     | 4                   | 1                   | ―                        | ―                        | 32    | 6     |
| F. C. Union Berlin · Alemania | 1.ª           | 2020-21       | 30    | 3     | 1                   | 0                   | ―                        | ―                        | 31    | 3     |
| F. C. Union Berlin · Alemania | 1.ª           | 2021-22       | 2     | 0     | 1                   | 0                   | 2                        | 0                        | 5     | 0     |
| F. C. Union Berlin · Alemania | Total club    | Total club    | 60    | 8     | 6                   | 1                   | 2                        | 0                        | 68    | 9     |
| 1. FSV Maguncia 05 · Alemania | 1.ª           | 2021-22       | 26    | 6     | 1                   | 1                   | ―                        | ―                        | 27    | 7     |
| 1. FSV Maguncia 05 · Alemania | 1.ª           | 2022-23       | 28    | 10    | 3                   | 2                   | ―                        | ―                        | 31    | 12    |
| 1. FSV Maguncia 05 · Alemania | Total club    | Total club    | 54    | 16    | 4                   | 3                   | 0                        | 0                        | 58    | 19    |
| F. C. Nordsjælland Dinamarca | 1.ª           | 2023-24       | 28    | 9     | 5                   | 0                   | 8                        | 6                        | 41    | 15    |
| F. C. Nordsjælland Dinamarca | 1.ª           | 2024-25       | 17    | 5     | 2                   | 3                   | ―                        | ―                        | 19    | 8     |
| F. C. Nordsjælland Dinamarca | Total club    | Total club    | 119   | 44    | 9                   | 3                   | 8                        | 6                        | 136   | 53    |
| San Diego F. C. Estados Unidos | 1.ª           | 2025          | 6     | 1     | ―                   | ―                   | 0                        | 0                        | 6     | 1     |
| San Diego F. C. Estados Unidos | Total club    | Total club    | 6     | 1     | 0                   | 0                   | 0                        | 0                        | 6     | 1     |
| Total carrera | Total carrera | Total carrera | 269   | 74    | 25                  | 10                  | 12                       | 6                        | 306   | 90    |
| (1) Incluye datos de la Copa de Dinamarca, la Copa de Bélgica y la Copa de Alemania. (2) Incluye datos de la Liga Europa de la UEFA y Liga Europa Conferencia de la UEFA. |               |               |       |       |                     |                     |                          |                          |       |       |

## Palmarés

### Títulos nacionales
| Título     | Club          | País    | Año     |
| ---------- | ------------- | ------- | ------- |
| Pro League | K. R. C. Genk | Bélgica | 2018-19 |

### Distinciones individuales
| Distinción                                   | Año     |
| -------------------------------------------- | ------- |
| Máximo goleador de la Superliga de Dinamarca | 2016-17 |
| Jugador danés joven del año                  | 2016    |